# Raúl Enríquez
Raúl Enríquez Arámbula (ur. 20 maja 1985 w Armerii) – meksykański piłkarz występujący na pozycji napastnika, obecnie zawodnik Mineros.

## Kariera klubowa
Enríquez jest wychowankiem klubu Jaguares de Chiapas z siedzibą w Tuxtla Gutiérrez, do którego seniorskiej drużyny został włączony jako dwudziestolatek przez szkoleniowca Fernando Quirarte. W meksykańskiej Primera División zadebiutował 30 lipca 2005 w zremisowanym 1:1 spotkaniu z Guadalajarą, jednak nie potrafił sobie wywalczyć miejsca w wyjściowym składzie w obliczu konkurencji w linii ataku ze strony graczy takich jak Salvador Cabañas czy Carlos Ochoa i pełnił wyłącznie rolę głębokiego rezerwowego. Regularnie występował natomiast w drugoligowej filii Jaguares – Petroleros de Salamanca, w której barwach jako czołowy zawodnik dotarł do finału rozgrywek Primera División A w jesiennym sezonie Apertura 2006. Ogółem barwy Jaguares reprezentował przez dwa lata, nie odnosząc większych sukcesów.
Latem 2007 Enríquez został zawodnikiem drugoligowego zespołu Club Tijuana, gdzie z miejsca wywalczył sobie niepodważalne miejsce w wyjściowym składzie, szybko zostając jednym z najskuteczniejszych piłkarzy rozgrywek. W sezonie Apertura 2008 został królem strzelców drugiej ligi meksykańskiej z czternastoma bramkami na koncie, zaś pół roku później, podczas wiosennych rozgrywek Clausura 2009, doszedł do finału Primera División A. W sezonie Apertura 2010 wygrał z Tijuaną drugą ligę, w sezonie Clausura 2011 ponownie dotarł do finału rozgrywek, a bezpośrednio po tym wywalczył z klubem pierwszy, historyczny awans do najwyższej klasy rozgrywkowej. Premierowego gola w pierwszej lidze strzelił 15 października 2011, z rzutu wolnego w wygranej 3:2 konfrontacji z Pachucą, jednak po promocji stracił miejsce w formacji ofensywnej. W sezonie Apertura 2012 wywalczył z Tijuaną historyczny tytuł mistrza Meksyku, lecz w taktyce Antonio Mohameda był wyłącznie rezerwowym dla Duviera Riascosa i Alfredo Moreno. Ogółem barwy Tijuany reprezentował przez niemal siedem lat, rozgrywając 203 mecze i zdobywając 81 goli – dzięki temu jest najlepszym strzelcem w historii zespołu, uznaje się go także za symbol klubu.
W styczniu 2014 Enríquez na zasadzie wypożyczenia przeniósł się do drugoligowej ekipy Dorados de Sinaloa z miasta Culiacán, w ramach współpracy pomiędzy obydwoma klubami (posiadającymi wspólnego właściciela – Grupo Caliente). Tam został jednym z ważniejszych graczy zespołu, często pełniąc jednak rolę rezerwowego – mimo to w sezonie Clausura 2015 z pięcioma golami został wraz z trzema innymi piłkarzami królem strzelców pucharu Meksyku (Copa MX). Podczas tych samych rozgrywek triumfował także z Dorados w rozgrywkach drugoligowych, po czym w decydującym o promocji dwumeczu barażowym z Necaxą (1:1, 2:0) strzelił wszystkie trzy gole dla swojej drużyny, awansując z nią do najwyższej klasy rozgrywkowej. Podobnie jak w Tijuanie, także i tym razem bezpośrednio po awansie został relegowany do roli rezerwowego.
Wiosną 2016 Enríquez przeszedł do drugoligowego zespołu Mineros de Zacatecas.
| Sezon     | Klub                    | Kraj   | Rozgrywki  | Mecze | Bramki |
| --------- | ----------------------- | ------ | ---------- | ----- | ------ |
| 2005/2006 | Jaguares de Chiapas     | Meksyk | Liga MX    | 9     | 0      |
| 2006/2007 | Jaguares de Chiapas     | Meksyk | Liga MX    | 2     | 0      |
| 2006/2007 | Petroleros de Salamanca | Meksyk | Ascenso MX | 14    | 3      |
| 2007/2008 | Club Tijuana            | Meksyk | Ascenso MX | 32    | 9      |
| 2008/2009 | Club Tijuana            | Meksyk | Ascenso MX | 38    | 30     |
| 2009/2010 | Club Tijuana            | Meksyk | Ascenso MX | 29    | 19     |
| 2010/2011 | Club Tijuana            | Meksyk | Ascenso MX | 39    | 14     |
| 2011/2012 | Club Tijuana            | Meksyk | Liga MX    | 22    | 3      |
| 2012/2013 | Club Tijuana            | Meksyk | Liga MX    | 22    | 2      |
| 2013/2014 | Club Tijuana            | Meksyk | Liga MX    | 10    | 1      |
| 2013/2014 | Dorados de Sinaloa      | Meksyk | Ascenso MX | 14    | 6      |
| 2014/2015 | Dorados de Sinaloa      | Meksyk | Ascenso MX | 22    | 7      |
| 2015/2016 | Dorados de Sinaloa      | Meksyk | Liga MX    | 6     | 0      |
| 2015/2016 | Mineros de Zacatecas    | Meksyk | Ascenso MX |       |        |